# Kapitaaldekkingsstelsel
Kapitaaldekkingsstelsel (of kapitalisatiestelsel) is een pensioenterm die systemen aanduidt waarin begunstigden voor hun eigen pensioen sparen. De ingelegde pensioenpremie wordt belegd en kapitaal plus investeringsopbrengsten vormen de basis voor de pensioenbetalingen. De investeringen hebben een ongebruikelijk lange beleggingshorizon van 30 tot 35 jaar. De investeringsopbrengsten hangen op de lange termijn samen met het risico dat de belegger mag nemen: meer risico geeft kans op een grotere opbrengst, maar ook meer onzekerheid.
Het beleggingsbeleid wordt bepaald met een asset-liability management (ALM) studie. Deze studie brengt factoren die de beleggingsopbrengst grotendeels bepalen, zoals het maximale risico, de geschatte opbrengsten van beleggingscategorieën (aandelen, obligaties, onroerend goed en grondstoffen en energiedragers - hoofdzakelijk aardolie en aardgas) samen met de structuur van de pensioenverplichtingen, eisen van liquiditeit en eisen van de overheid. Met behulp van gespecialiseerde computerprogramma's wordt de optimale beleggingsmix berekend. ALM studies worden gewoonlijk elke twee tot vijf jaar herzien.
Het kapitaaldekkingsstelsel is gevoelig voor ontwikkelingen op de financiële markten en ook voor veranderende levensverwachting maar niet voor andere demografische veranderingen. Bij het omslagstelsel (in België repartitiestelsel) ligt het zwaartepunt omgekeerd. Uit oogpunt van risicoverkleining is er een opvatting dat men het beste een pensioensysteem kan hebben dat zowel een stuk omslagstelsel als een stuk kapitaaldekkingsstelsel in zich heeft.